# Большой театр Беларуси
Большой театр Беларуси (бел. Вялікі тэатр Беларусі) — единственный оперный театр Беларуси и крупнейший театр страны, расположенный в Минске.
Здание театра является образцом советского довоенного конструктивизма (авторы — Иосиф Лангбард и Георгий Лавров) и имеет статус памятника архитектуры национального значения.
В театре работают оперная и балетная труппы, симфонический оркестр, хор, Детский музыкальный театр-студия.

## История
Государственный театр оперы и балета Белорусской ССР был создан на базе Государственной студии оперы и балета, существовавшей в Минске в 1930—1933 годах, и открылся 25 мая 1933 года постановкой оперы «Кармен». Собственного помещения у театра в то время не было, и вплоть до 1938 года все его спектакли проходили на сцене Белорусского драматического театра.
В 1933 году началось масштабное строительство здания Минского театра по проекту известного архитектора Иосифа Лангбарда (в стиле советского конструктивизма). Строительство велось на месте снесённого старейшего в городе Троицкого базара и продолжалось довольно долго — 5 лет, причём в 1937 году первоначальный план был переработан в сторону уменьшения расходов и, соответственно, размеров здания. Проект здания включал в себя большое количество скульптур и барельефов. Зрительный зал изначально был рассчитан на 5000 мест, однако впоследствии количество зрительных мест уменьшилось до 3000, а затем до 1500. Не воплотились в реальность запроектированные на бумаге подземные переходы, пропилеи перед лестничным маршем, скульптуры и барельефы. Но главное композиционное решение осталось: три огромных барабана, поставленные друг на друга, которые сзади преобразуются в прямоугольные крылья сценической площадки и подсобных помещений. Открытие нового оперного театра в Минске состоялось 10 марта 1939 года. Уже через год труппа получила орден Ленина, а театр был назван «Большим».
В первые годы работы театра на сцене были поставлены оперы «Князь Игорь», «Евгений Онегин», «Пиковая дама», балет «Лебединое озеро» и др.
В 1939—1940 годы на сцене театра были осуществлены постановки первых белорусских национальных опер — «Міхась Падгорны» Е. К. Тикоцкого, «У пушчах Палесся» А. В. Богатырёва, «Кветка шчасця» А. Е. Туренкова и первый национальный балет «Салавей» М. Е. Крошнера.
Первые деятели театра — Илья Гитгарц (художественный руководитель), Г. Н. Петров (дирижёр), О. М. Борисович (режиссёр), Л. В. Крамаревский (балетмейстер); солисты пения — Л. П. Александровская, Р. В. Млодек, С. Ю. Друкер, И. М. Болотин, М. И. Денисов; солисты балета — А. В. Николаева, Т. С. Узунова, Ю. В. Хераско, С. В. Дречин и др.

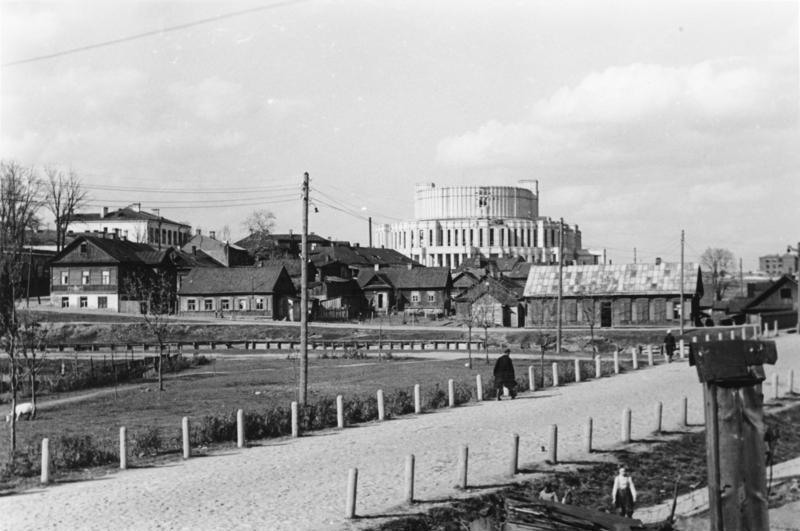
Театр во время Второй мировой войны

Во время немецкой оккупации 1941—1944 годов здание театра получило повреждения — в первые же дни Великой Отечественной войны в него попала авиабомба, разрушив зрительный зал; представители оккупационной власти устроили в полуразрушенном здании конюшни, а интерьеры и убранство театра разграбили и вывезли в Германию. Коллектив заведения в это время находился в эвакуации в Горьком, где в местном оперном театре работала довольно значительная (50 человек) группа минских солистов; затем — в Коврове.
После освобождения Минска советскими войсками в 1944 году театр был тщательно реконструирован и достроен, в частности, появились ярусные балконы в зрительном зале. Во время восстановительных работ внутри здания использовались зарисовки А. О. Бембеля. Реконструкция помещения минской оперы длилась три года и завершилась в 1948 году. Вокруг театра был организован парк, также спроектированный Лангбардом. Коллектив же театра, вернувшийся сразу по освобождении Минска, возобновив деятельность, некоторое время давал представления в Окружном Доме офицеров.
В 1947 году реконструированное здание театра было открыто премьерной постановкой одной из лучших национальных опер «Кастусь Каліноўскі» Д. А. Лукаса, режиссёр Б. А. Мордвинов, он же поставил там оперы: «Алеся» Тикоцкого (тоже в 1947), «Пиковая дама», «Риголетто» (обе в 1948), «Князь Игорь», «Проданная невеста» (обе в 1949), «Иван Сусанин» (1950), «Тихий Дон» (1951), балеты «Князь-озеро» В. А. Золотарёва, «Красный цветок» Глиэр. Довоенный репертуар удалось полностью восстановить лишь в 1949 году. В конце 1940-х — в 1950-х годов были осуществлены постановки, вошедшие в золотой фонд белорусского оперного театра — балет «Князь-озеро» В. А. Золотарёва (1949), «Дзяўчына з Палесся» Е. К. Тикоцкого (1953) и др., а также опер классического репертуара — «Борис Годунов», «Садко», «Иван Сусанин» (1950), «Мазепа» и т. д. В 1955 году появился первый детский оперный спектакль «Марынка».
В течение 1967 года произошли новые реставрационные и строительные работы — в результате здание получило низкую шлемоподобную крышу. В 1978 году проводилась новая реконструкция здания.
В Советском Союзе театр имел устойчивую репутацию одного из самых ярких и открытых к творческим поискам оперных коллективов, за что в 1940 году получил звание «Большой» и был награждён орденом Ленина, а в 1964 — «академический».
В советское время в Государственный Академическом Большом театре оперы и балета Белорусской ССР работали выдающиеся театральные деятели, в частности, дирижёры Онисим Брон, Владимир Пирадов, Лев Любимов, Татьяна Коломийцева, Ярослав Вощак, Владимир Мошенский, Геннадий Проваторов, Александр Анисимов; режиссёры Олег Моралев, Дмитрий Смолич, Юрий Юженцев, Семён Штейн, Вячеслав Цюпа, Маргарита Изворска-Елизарьева; художники: Сергей Николаев, Евгений Чемодуров, Евгений Лысик, Эрнст Гейдебрехт, Евгений Ждан, Вячеслав Окунев; солисты оперы: Николай Ворвулев, Зиновий Бабий, Нинель Ткаченко, Александр Дедик, Людмила Шемчук, Игорь Сорокин, Мария Гулегина, Эдуард Пелагейченко, Вячеслав Полозов.
Театр много гастролировал по городам СССР, в частности не раз выступал на самой престижной в Союзе сцене — в Большом театре в Москве.
В 1989 году на сцене Оперного театра БССР была поставлена ставшая шедевром национальная опера «Дикая охота короля Стаха» (по произведению В. С. Короткевича), получившая Государственную премию Белоруссии.
Деятельность театра в 1990-е годы обозначена непрерывным обогащением репертуара шедеврами классики, последующим обращением к национальному материалу, продолжением творческих поисков.
В 1996 году в результате реорганизации единый театр разделился на самостоятельные структуры: оперы и балета.
В 1996 году балет «Страсці» («Рагнеда») Мдивани-Елизарьева, посвящённый непростой судьбе полоцкой княгини Рогнеды был удостоен Государственной премии Республики Беларусь, премии Международной ассоциации танца под эгидой ЮНЕСКО «Бенуа де ля данс».

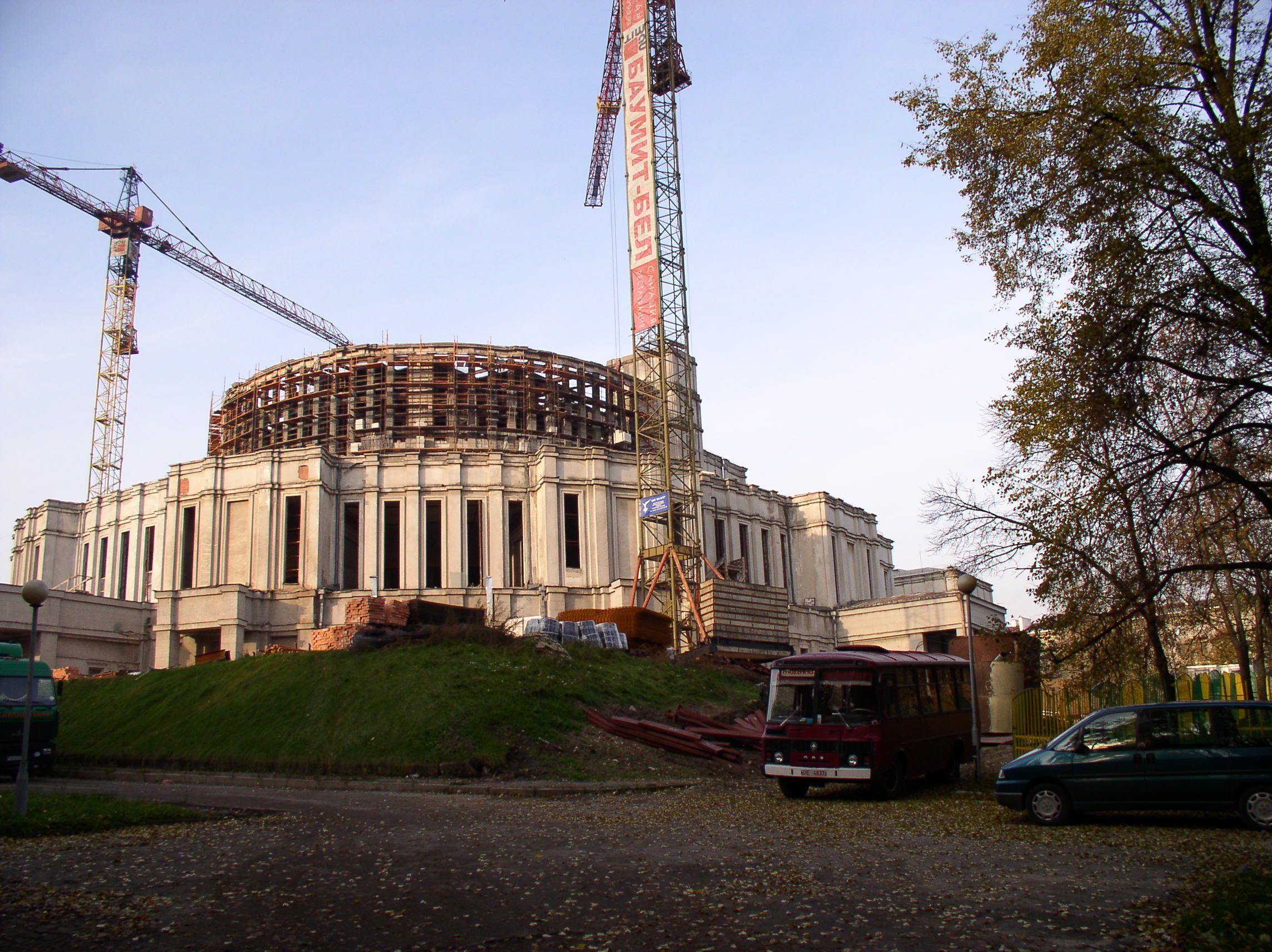
Реконструкция театра осенью 2006 года

Последние крупные (сроком на 2 года) восстановительные работы в помещении минского оперного театра осуществлялись с 2006 года. В 2009 году после капитальной реконструкции помещения было принято решение вновь объединить труппы в единый Национальный академический Большой театр оперы и балета.
8 марта 2009 года президент Беларуси Александр Лукашенко принял участие в торжественном открытии театра после реконструкции.
12 мая 2010 года Митрополит Минский и Слуцкий, Патриарший Экзарх всея Белоруссии Филарет освятил Национальный академический Большой театр оперы и балета Республики Беларусь.

## Новейшая история театра
В настоящее время в репертуаре театра более 80 названий опер и балетов (национальные спектакли, шедевры мировой классики и современные постановки). Более 60 премьерных постановок осуществлено в период с 2009 по 2019 год.
Творческие коллективы театра активно гастролируют, с искусством артистов театра знакомы зрители более 30 стран мира.
Руководством театра подписано 30 меморандумов о сотрудничестве с крупнейшими театрами ближнего и дальнего зарубежья.
2009 год — открытие Музыкальной гостиной (в настоящее время — Камерный зал имени Ларисы Александровской).
2011 год — создание стажёрской группы молодых солистов оперы из числа студентов Белорусской государственной академии музыки.
2012 год — открытие Малой балетной сцены; открытие трёх филиальных площадок театра в Могилёве, Новополоцке и Гомеле.
2015 год — вступление театра в европейскую ассоциацию оперных трупп и фестивалей «Opera Europa».

### Проекты
с 2010 года:
- Большой новогодний Бал в Большом театре;
- open-air фестиваль оперного и балетного искусства «Вечера Большого театра в замке Радзивиллов»;
- уникальное печатное издание — журнал «Партер» (не издаётся с 2020 года);
- Минский международный Рождественский оперный форум.

с 2012 года:
- Молодёжный оперный форум стран СНГ;
- Международный конкурс «Competizione dell’Opera».

с 2013 года:
- Рождественский благотворительный Бал книги;
- эксклюзивное издание — «Большая энциклопедия Большого театра Беларуси».

с 2014 года:
- Минский международный Рождественский конкурс вокалистов;
- «Большой театр — детям»;
- конкурс «Новогодняя семейная игрушка».

с 2015 года:
- «День открытых дверей», приуроченный ко дню рождения театра.

с 2016 года:
- «Молодёжные программы Большого».

с 2018 года:
- «Мастера искусств — военнослужащим внутренних войск и сотрудникам органов внутренних дел Республики Беларусь».

### Награды и премии
2010 год — официальный интернет-сайт театра завоевал 1 место в номинации «Культура и искусство» по итогам конкурса на лучший интернет-ресурс «Интернет-премия „ТИБО-2010“».
2013 год — журнал «Партер» стал победителем IX Национального конкурса печатных средств массовой информации «Золотая литера».
2014 год — театр удостоен памятной медали ЮНЕСКО «Пять континентов» за выдающийся вклад в популяризацию хореографического и оперного искусства во всем мире и по случаю 60-летия членства Беларуси в ООН по вопросам образования, науки и культуры.
Театр неоднократно становился лауреатом премии «36 любимых мест Минска» по результатам социологических опросов в интернете.
Лауреаты Национальной театральной премии: спектакли «Набукко» Дж. Верди (2010), «Аида» Дж. Верди (2012), «Летучий голландец» Р. Вагнера (2014), «Витовт» В. Кузнецова (2014), «Маленький принц» Е. Глебова (2016), «Царская невеста» Н. Римского-Корсакова (2016).
Лауреаты Специальной премии президента Беларуси деятелям культуры и искусства: за создание концертного проекта «Шедевры мирового искусства у стен древней Софии» (2007), создатели спектаклей «Чужое багацце нікому не служыць» Я. Д. Голланда (2009), «Седая легенда» Д. Смольского (2012), «Царская невеста» Н. Римского-Корсакова (2015).
За постановку балета «Витовт» коллектив театра удостоен высокой награды — премии президента Беларуси «За духовное возрождение» (2014).
Творческому коллективу оперы Д. Смольского «Седая легенда» присуждена Государственная премия Республики Беларусь (2017).
В 2023 году коллектив театра удостоен Почётной грамоты Совета Министров Республики Беларусь.

## Руководство

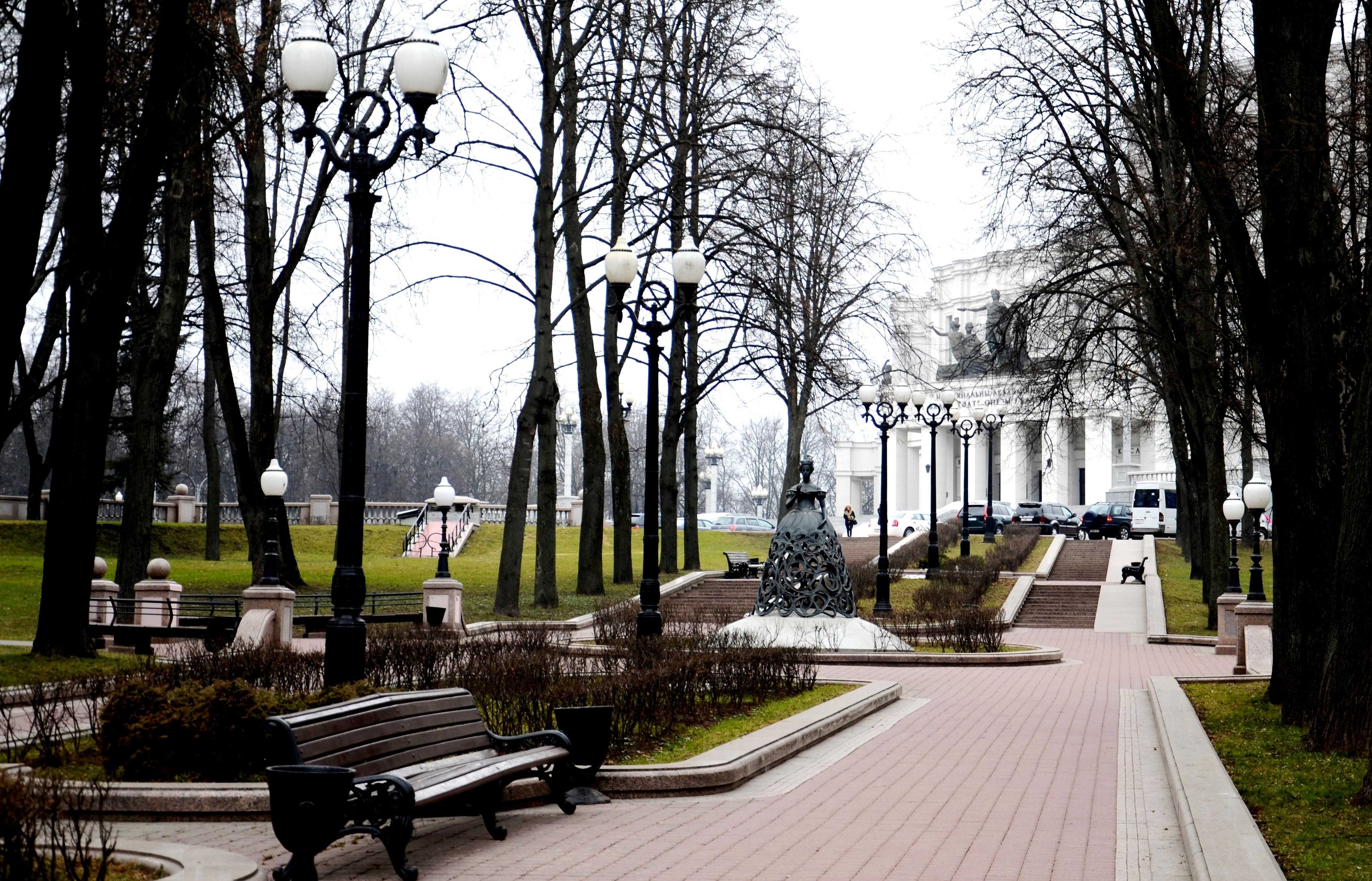
Аллея, ведущая к театру, со скульптурой «Муза оперы»
Константина Селиханова, созданной в 2008 году

Скульптурная композиция «Балет» на фоне главного входа в Большой театр Беларуси

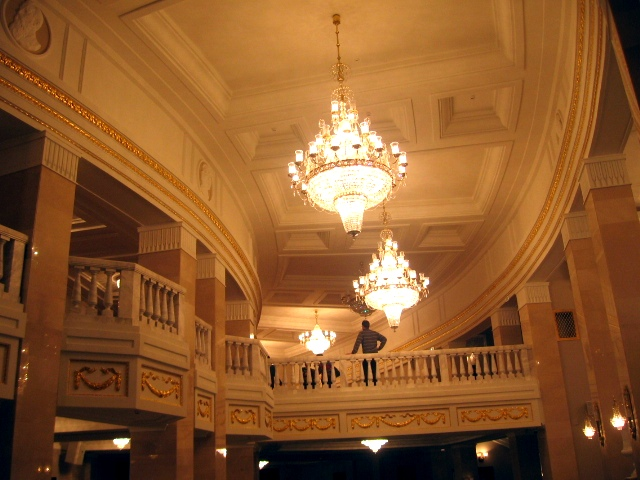
Фойе театра

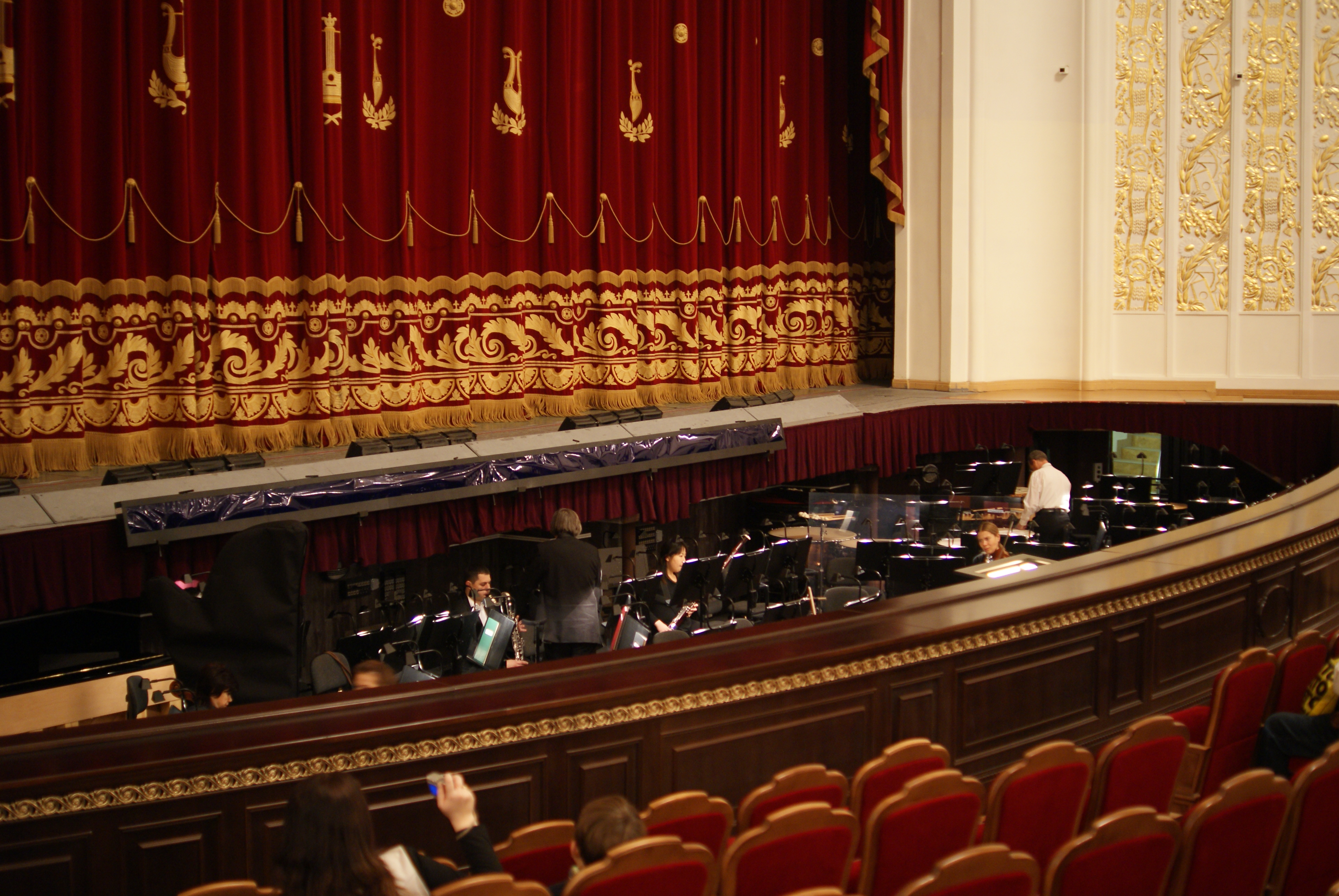
Оркестровая яма и занавес

### Директора
- Николай Волков (1977—1979) — директор Большого театра БССР[8]
- Василий Букань (198?—?) — директор театра оперы и балета БССР
- Сергей Кортес (1996—2002) — директор-художественный руководитель Театра оперы
- Анатолий Кириенко (1996—2002) — генеральный директор творческого объединения «Национальный Академический Большой театр оперы и балета Республики Беларусь»
- Андрей Лаптёнок (2002—?) — директор Театра оперы
- Валерий Гедройц (?—2009) — директор Театра оперы
- Валентин Елизарьев (1996—2009) — директор-художественный руководитель Театра балета
- Владимир Гридюшко (2009—2019) — генеральный директор
- Александр Петрович (2019—2021) — генеральный директор
- Вячеслав Гарбузов (с мая по декабрь 2021) — генеральный директор
- Екатерина Дулова (с 4 января 2022 года) — генеральный директор

### Художественное руководство
- Вячеслав Цюпа (1987—1992) — главный режиссёр театра оперы и балета
- Сергей Кортес (1992—1996) — художественный руководитель-директор Театра оперы и балета, (1996—2002) — генеральный директор Театра оперы
- Маргарита Изворска-Елизарьева (2002—2009) — художественный руководитель Театра оперы
- Валентин Елизарьев (1996—2009, 2018—2024) — художественный руководитель
- Михаил Панджавидзе (2010—2019) — главный режиссёр[9]
- Юрий Троян (2009—2022) — художественный руководитель балета
- Нина Ломанович — главный хормейстер
- Игорь Колб (с 2022) — главный балетмейстер
- Анна Моторная (с 2022) — главный режиссёр
- Артем Макаров, народный артист Республики Башкортостан, - художественный руководитель - с 17 мая 2025 года

### Главные дирижёры
- 1933—1936 — Илья Гитгарц
- 1937—1938 — Евгений Акулов
- 1938—1941 — Натан Грубин
- 1944—1948 — Онисим Брон
- 1948—1950 — Владимир Пирадов
- 1951—1964 — Лев Любимов
- 1966—1968 — Газис Дугашев
- 1969—1972 — Кирилл Тихонов
- 1972—1980 — Ярослав Вощак
- 1980—1984 — Александр Анисимов
- 1984—1989 — Геннадий Проваторов
- 1989—2007 — Александр Анисимов
- 2007—2019 — Виктор Плоскина
- 2023—2025 — Артем Макаров[10]

## Труппа
Дирижёры

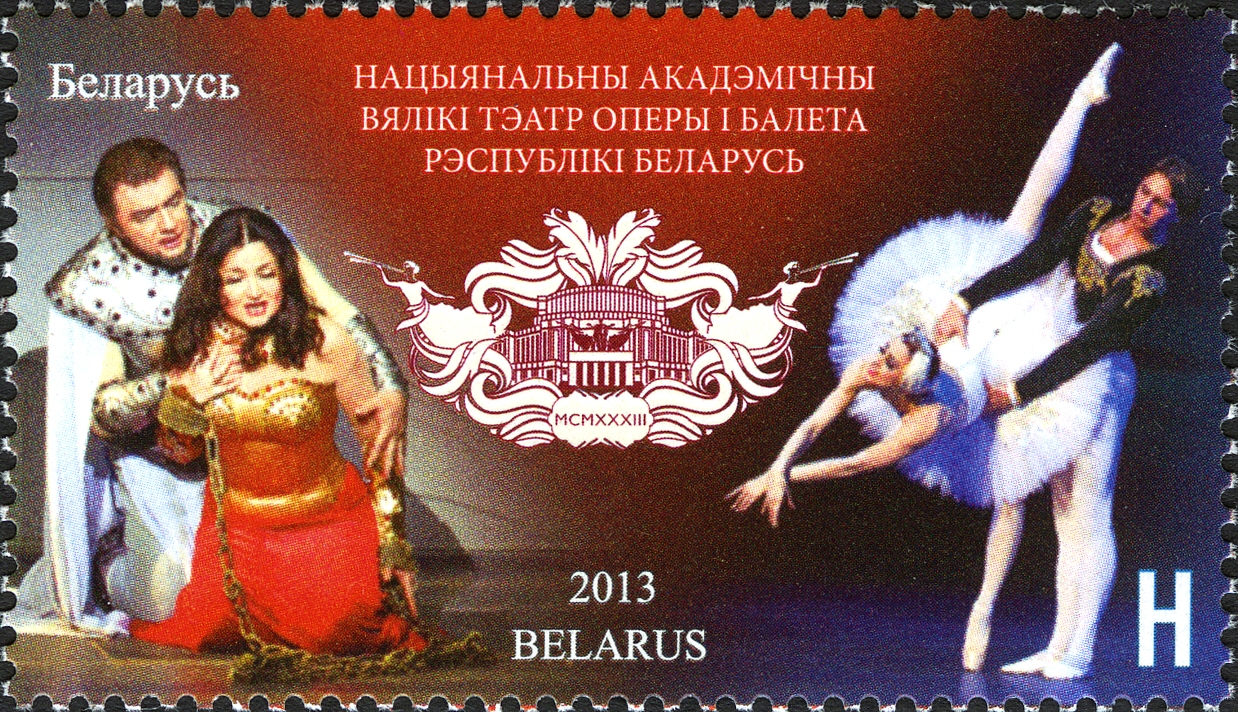
Почтовая марка Республики Беларусь. 2013 год

- Артем Макаров, главный дирижёр до 17 мая 2025г., народный артист Башкортостана
- Николай Колядко (заслуженный деятель искусств Республики Беларусь)
- Юрий Караваев
- Владимир Оводок
- Виталий Грищенко

Оперная труппа 
Заведующая труппой оперы — Анастасия Москвина, народная артистка Беларуси
Сопрано
- Елена Бунделева (заслуженная артистка Республики Беларусь)
- Татьяна Гаврилова (обладатель медали Франциска Скорины, лауреат международных конкурсов)
- Мария Галкина
- Екатерина Головлева (лауреат международного конкурса)
- Анна Гурьева (лауреат международного конкурса)
- Марта Данусевич (лауреат международных конкурсов)
- Елена Золова (дипломант международных конкурсов)
- Ирина Кучинская (лауреат международных конкурсов)
- Марина Лихошерст (лауреат международного конкурса)
- Ольга Малиновская (лауреат международного конкурса)
- Светлана Марусевич
- Анастасия Москвина (народная артистка Белоруссии, лауреат Государственной премии Республики Беларусь)
- Татьяна Петрова (обладатель медали Франциска Скорины, лауреат международных конкурсов)
- Клавдия Потемкина (лауреат международных конкурсов)
- Ирина Русиновская (лауреат международных конкурсов)
- Елена Синявская
- Елена Таболич (лауреат национального конкурса)
- Татьяна Третьяк (обладатель медали Франциска Скорины, дипломант международных конкурсов)
- Диана Трифонова
- Нина Шарубина (народная артистка Белоруссии, лауреат Государственной премии Республики Беларусь)
- Елена Шведова (заслуженная артистка Республики Беларусь)

Меццо-сопрано
- Наталья Акинина (лауреат международных конкурсов)
- Марина Аксенцова
- Оксана Волкова (заслуженная артистка Республики Беларусь, лауреат Государственной премии Республики Беларусь)
- Ольга Кажгалиева
- Екатерина Михновец (дипломант международных конкурсов)
- Марина Мороз (дипломант международного конкурса)
- Елена Сало (обладатель медали Франциска Скорины, заслуженная артистка Республики Беларусь)
- Крискентия Стасенко (лауреат национального конкурса)
- Оксана Якушевич (заслуженная артистка Республики Беларусь)

Тенора
- Юрий Болотько
- Александр Гелах (лауреат международных конкурсов)
- Юрий Городецкий (обладатель медали Франциска Скорины, лауреат международных конкурсов)
- Александр Жуков (лауреат международного конкурса)
- Андрей Матюшонок (лауреат международных конкурсов)
- Виктор Менделев (лауреат международных конкурсов)
- Алексей Микутель (лауреат международного конкурса)
- Василий Мингалев (дипломант международного конкурса)
- Александр Михнюк (лауреат международного конкурса)
- Янош Нелепа (дипломант международного фестиваля)
- Павел Петров (лауреат международных конкурсов)
- Сергей Франковский (народный артист Белоруссии, лауреат Государственной премии Республики Беларусь)

Баритоны
- Владимир Громов(народный артист Беларуси)
- Андрей Клипо (дипломант международного конкурса)
- Александр Краснодубский (лауреат международного конкурса)
- Сергей Лазаревич (лауреат национального конкурса)
- Владимир Петров (народный артист Белоруссии)
- Станислав Трифонов(заслуженный артист Республики Беларусь, лауреат Государственной премии Республики Беларусь)
- Денис Янцевич (дипломант международного конкурса)

Басы
- Андрей Валентий (обладатель медали Франциска Скорины, заслуженный артист Республики Беларусь)
- Дмитрий Капилов (лауреат международного конкурса)
- Александр Кеда (заслуженный артист Республики Беларусь)
- Василий Ковальчук (народный артист Белоруссии)
- Олег Мельников (заслуженный артист Республики Беларусь)
- Илья Певзнер
- Андрей Селютин (лауреат международного конкурса)
- Дмитрий Трофимук (лауреат международного конкурса)

Концертмейстеры оперы
- Анастасия Дубовская (лауреат международных конкурсов)
- Татьяна Иванова (лауреат международного конкурса)
- Светлана Колос-Иванова (лауреат международных конкурсов)
- Георгий Карант (заслуженный артист Республики Беларусь)
- Елена Олимпиева
- Ирина Телепнева (дипломант международных конкурсов и фестивалей)
- Лариса Терехова (лауреат международного фестиваля)
- Юлия Щербакова (обладатель медали Франциска Скорины)

Балетная труппа 
Художественный руководитель балета — Юрий Троян (народный артист Беларуси, обладатель медали Франциска Скорины)
Заведующая балетной труппой — Татьяна Шеметовец (заслуженная артистка Республики Беларусь)
Ведущие мастера сцены
- Егор Азаркевич (лауреат международного конкурса, обладатель медали Франциска Скорины)
- Игорь Артамонов(народный артист Белоруссии)
- Артём Баньковский
- Марина Вежновец (заслуженная артистка Республики Беларусь)
- Ольга Гайко (народная артистка Белоруссии)
- Константин Героник (заслуженный артист Республики Беларусь)
- Олег Еромкин (заслуженный артист Республики Беларусь)
- Ирина Еромкина (народная артистка Белоруссии)
- Эвен Капитен
- Юрий Ковалев (заслуженный артист Республики Беларусь)
- Антон Кравченко (заслуженный артист Республики Беларусь)
- Константин Кузнецов(народный артист Белоруссии)
- Такатоши Мачияма (лауреат международных конкурсов)
- Екатерина Олейник (заслуженная артистка Республики Беларусь)
- Игорь Оношко (обладатель медали Франциска Скорины)
- Иван Савенков (обладатель медали Франциска Скорины)
- Виктория Тренкина
- Людмила Уланцева
- Надежда Филиппова (обладатель медали Франциска Скорины, лауреат международных конкурсов)
- Анна Фокина (обладатель медали Франциска Скорины)
- Людмила Хитрова (заслуженная артистка Республики Беларусь)
- Александра Чижик (обладатель медали Франциска Скорины)
- Яна Штангей (лауреат международных конкурсов)

Солисты
- Элизабет Игнатчик (дипломант международного конкурса)
- Игорь Мацкевич
- Дарья Медовская
- Вероника Овчинникова
- Татьяна Уласень
- Александр Фурман (заслуженный артист Республики Беларусь)
- Дмитрий Шемет
- Никита Шуба (лауреат международного конкурса)

Балетмейстеры — постановщики
- Ольга Костель (лауреат международных конкурсов)
- Александра Тихомирова (обладатель медали Франциска Скорины)

Балетмейстеры — репетиторы
- Людмила Бржозовская (народная артистка Беларуси)
- Юлия Дятко (заслуженная артистка Республики Беларусь)
- Татьяна Ершова (народная артистка Беларуси)

Концертмейстеры балета
- Светлана Жигало
- Сергей Альтшулер
- Людмила Семенова (заслуженная артистка Республики Беларусь)
- Екатерина Слободницкая
- Андрей Раранский

Главный хормейстер — Нина Ломанович (народная артистка Белаурси, лауреат Государственной премии Республики Беларусь)